# Paulogramma
Paulogramma é um gênero de borboletas neotropicais da família Nymphalidae, subfamília Biblidinae e tribo Callicorini, proposto por Dillon em 1948 para incluir Paulogramma pyracmon (Godart, 1824) em um gênero monotípico.
Porém, estudos do início do século XXI concluíram que o gênero em questão ainda abrange Paulogramma eunomia, Paulogramma hydarnis, Paulogramma hystaspes, Paulogramma pygas e Paulogramma tolima (todas anteriormente incluídas no gênero Callicore, ex gênero Catagramma), abrangendo um total de seis espécies.